# Вязниковский район
Вязнико́вский райо́н — административно-территориальная единица (район) и муниципальное образование (муниципальный район) во Владимирской области России.
Административный центр — город Вязники.

## География
Площадь 2 251,5 км² (4-е место среди районов). Район граничит с Ковровским, Селивановским, Муромским и Гороховецким районами Владимирской области, а также с Пестяковским и Южским районами Ивановской области. Расположен в пределах Волжско-Окского междуречья, с многочисленными озёрами ледникового и пойменного происхождения. Наиболее крупные среди них — Кщара (Кшара), Санхар (Санхр), Великое. Преобладающим типом почв являются дерново-, слабо-, и среднеподзолистые различного механического состава. Почти 50 % площади покрыто лесом, основные лесообразующие породы — сосна, ель, берёза, осина, дуб, ольха. Минерально-сырьевые ресурсы представлены месторождениями легкосплавных глин, песка, гипса, карбонатных пород.
Основные реки — Клязьма, Лух, Суворощь.

### Природные ресурсы
Флора района насчитывает 874 вида сосудистых растений.

## История
- Район образован 10 апреля 1929 года в составе Владимирского округа Ивановской Промышленной области из части территорий Вязниковского уезда Владимирской губернии.
- 25 января 1935 года из состава района выделен Никологорский район.
- На 1 января 1940 года в состав района входило 16 сельсоветов: Барско-Татаровский, Вязниковский, Денисовский, Илевниковский, Козловский, Лосевский, Лужковский, Лукновский, Мало-Удольский, Мстерский, Осинковский, Паустовский, Перовский, Песковский, Сарыевский, Станковский[7].
- С 14 августа 1944 года Вязниковский район в составе Владимирской области.
- 27 апреля 1947 года посёлок Лукново отнесен к категории рабочих поселков.
- В 1950 году образован рабочий посёлок Октябрьский, ликвидирован Лосевский сельсовет.
- В 1954 году Вязниковский и Песковский сельсоветы объединены в Федурниковский сельсовет, Лужковский сельсовет вошёл в состав Мало-Удольского сельсовета.
- В 1958 году упразднены Лукновский и Илевниковский сельсоветы.
- В 1959 году после ликвидации Фоминского района в состав Вязниковского район передан Гришинский сельсовет, упразднён Раменский сельсовет.
- 1 февраля 1963 года был образован Вязниковский сельский район с центром в городе Вязники в составе 26 сельсоветов: 12 сельсоветов Вязниковского района (Барско-Татаровский, Гришинский, Денисовский, Козловский, Коурковский, Мало-Удольский, Осинковский, Паустовский, Перовский, Сарыевский, Станковский, Федурниковский); 7 сельсоветов Гороховецкого района и 7 сельсоветов Никологорского района.
- 12 января 1965 года Вязниковский сельский район был преобразован в Вязниковский район в составе рабочих посёлков Никологоры, Мстёра, Лукново, Стёпанцево и 17 сельских советов (Барско-Татаровский, Больше-Высоковский, Буторлинский, Галкинский, Илевниковский, Козловский, Коурковский, Малоудольский, Октябрьский, Осинковский, Паустовский, Сарыевский, Сергиево-Горский, Станковский, Степанцевский, Шатневский, Эдонский), 10 сельсоветов перешли в состав Гороховецкого района.
- В 1967-68 годах рабочие посёлки Октябрьский и Нововязники переданы из подчинения городского совета Вязников в состав Вязниковского района.
- В 1983 году образован Вязовский сельсовет с центром в посёлке Мстёра.
- В 1986 году Коурковский сельсовет переименован в Чудиновский с центром в деревне Чудиново[8].
- В соответствии с Законами Владимирской области от 10 октября 2001 года № 81-ОЗ[9] и от 24 октября 2001 года № 91-ОЗ[10] город Вязники и Вязниковский район были объединены в одно муниципальное образование — округ Вязники.
- В соответствии с Законом Владимирской области от 10 декабря 2001 года № 130-ОЗ как административно-территориальная единица области Вязниковский район сохранил свой статус[11].
- До 2002 года в состав района входили 6 посёлков городского типа (Лукново, Мстёра, Никологоры, Нововязники, Октябрьский, Стёпанцево) и 19 сельских советов (с 1998 года — сельских округов): Барско-Татаровский, Большевысоковский, Буторлинский, Галкинский, Илевниковский, Козловский, Малоудольский, Октябрьский, Осинковский, Паустовский, Приозёрный, Пролетарский, Сарыевский, Сергиево-Горский, Станковский, Степанцевский, Чудиновский, Шатневский, Эдонский.
- В 2002 году рабочие посёлки Лукново, Октябрьский, Стёпанцево преобразованы в сельские населённые пункты. Образованы сельские округа: Вязовский, Луковский, Посёлок Октябрьский, Никологорский, Нововязниковский, Стёпанцево.
- В соответствии с Законом Владимирской области от 11 ноября 2004 года № 172-ОЗ муниципальное образование округ Вязники было наделено статусом муниципального района, в составе которого были образованы три городских поселения[12].
- В соответствии с Законом Владимирской области от 16 мая 2005 года № 62-ОЗ[13], отменившим действие предыдущего закона, муниципальное образование округ Вязники было вторично наделено статусом муниципального района, переименовано в Вязниковский район и в его состав вошли 7 муниципальных образований (3 городских поселения и 4 сельских поселения), город Вязники вошёл в состав муниципального района как городское поселение, посёлок городского типа Нововязники вошёл в состав города Вязники как микрорайон.

## Население
| 1929    | 1939    | 1959    | 1970    | 1979    | 1989    | 2002    | 2009    | 2010    |
| ------- | ------- | ------- | ------- | ------- | ------- | ------- | ------- | ------- |
| 108 347 | ↘89 730 | ↘49 418 | ↗73 238 | ↘64 533 | ↘60 262 | ↘50 692 | ↗81 907 | ↘80 987 |
| 2011    | 2012    | 2013    | 2014    | 2015    | 2016    | 2017    | 2018    | 2019    |
| ↘80 532 | ↘78 932 | ↘77 135 | ↘75 618 | ↘74 071 | ↘72 766 | ↘71 684 | ↘70 245 | ↘68 652 |
| 2020    | 2021    |         |         |         |         |         |         |         |
| ↘67 724 | ↗71 015 |         |         |         |         |         |         |         |

Примечание. 1959 год без города Вязники и Никологорского района. 1970-2002 без города Вязники

### Урбанизация
В городских условиях (город Вязники, пгт Никологоры и Мстёра) проживают 64,31 % населения района.

### Национальный состав
По итогам переписи населения 2020 года проживали следующие национальности (национальности менее 0,1 % и другое, см. в сноске к строке «Другие»):
| Национальность | Численность, чел. | Доля     |
| -------------- | ----------------- | -------- |
| Русские        | 65 919            | 92,83 %  |
| Таджики        | 437               | 0,62 %   |
| Украинцы       | 252               | 0,35 %   |
| Татары         | 228               | 0,32 %   |
| Цыгане         | 175               | 0,25 %   |
| Узбеки         | 158               | 0,22 %   |
| Армяне         | 80                | 0,11 %   |
| Другие         | 3766              | 5,30 %   |
| Итого          | 71 015            | 100,00 % |

## Муниципально-территориальное устройство
В Вязниковский район как муниципальный район входят 7 муниципальных образований, в том числе 3 городских и 4 сельских поселения:
| №        | Муниципальное образование | Административный центр | Количество населённых пунктов | Население (чел.) | Площадь (км²) |
| -------- | ------------------------- | ---------------------- | ----------------------------- | ---------------- | ------------- |
| 1e-06    | Городские поселения:      |                        |                               |                  |               |
| 1        | город Вязники             | город Вязники          | 63                            | ↗40 778          | 801.86        |
| 2        | посёлок Никологоры        | пгт Никологоры         | 27                            | ↗6927            | 251.70        |
| 3        | посёлок Мстёра            | пгт Мстёра             | 30                            | ↗8058            | 248.78        |
| 3.000002 | Сельские поселения:       |                        |                               |                  |               |
| 4        | Октябрьское               | посёлок Октябрьский    | 31                            | ↗5714            | 203.07        |
| 5        | Паустовское               | деревня Паустово       | 42                            | ↗4494            | 309.40        |
| 6        | Сарыевское                | село Сарыево           | 12                            | ↗1550            | 186.83        |
| 7        | Стёпанцевское             | посёлок Стёпанцево     | 26                            | ↗3494            | 234.70        |

### Населённые пункты
В Вязниковском районе 230 населённый пункт.
| №   | Населённый пункт    | Тип                     | Население | Муниципальное образование |
| --- | ------------------- | ----------------------- | --------- | ------------------------- |
| 1   | Абросимово          | деревня                 | ↗11       | посёлок Никологоры        |
| 2   | Агафоново           | деревня                 | ↗20       | Октябрьское               |
| 3   | Аксёново            | деревня                 | ↘0        | город Вязники             |
| 4   | Алёшинская          | деревня                 | ↘8        | посёлок Никологоры        |
| 5   | Ананьино            | деревня                 | ↗11       | Паустовское               |
| 6   | Аносово             | деревня                 | →0        | Паустовское               |
| 7   | Артёмково           | деревня                 | ↘2        | город Вязники             |
| 8   | Афанасьево          | деревня                 | ↗69       | Паустовское               |
| 9   | Бабухино            | деревня                 | →2        | Паустовское               |
| 10  | Барское Рыкино      | деревня                 | →0        | посёлок Мстёра            |
| 11  | Барское-Татарово    | село                    | ↘1228     | посёлок Мстёра            |
| 12  | Бахтолово           | деревня                 | ↗11       | Паустовское               |
| 13  | Белая Рамень        | деревня                 | ↗19       | Паустовское               |
| 14  | Беляиха             | деревня                 | ↘3        | Октябрьское               |
| 15  | Болымотиха          | деревня                 | ↘74       | Паустовское               |
| 16  | Большевысоково      | деревня                 | ↘220      | Октябрьское               |
| 17  | Большие Липки       | деревня                 | ↘188      | город Вязники             |
| 18  | Большие Удолы       | деревня                 | ↘24       | город Вязники             |
| 19  | Большое Филисово    | деревня                 | ↗21       | Паустовское               |
| 20  | Большой Холм        | деревня                 | ↗72       | Октябрьское               |
| 21  | Борзынь             | деревня                 | ↗38       | город Вязники             |
| 22  | Бородино            | деревня                 | ↘5        | Паустовское               |
| 23  | Брагино             | деревня                 | ↘1        | город Вязники             |
| 24  | Бродники            | деревня                 | ↗16       | Октябрьское               |
| 25  | Бурино              | деревня                 | →0        | город Вязники             |
| 26  | Бурино              | посёлок                 | ↘107      | город Вязники             |
| 27  | Бурково             | деревня                 | ↘32       | посёлок Никологоры        |
| 28  | Бурцево             | деревня                 | ↗17       | Стёпанцевское             |
| 29  | Буторлино           | деревня                 | ↘430      | Стёпанцевское             |
| 30  | Быковка             | деревня                 | ↗167      | город Вязники             |
| 31  | Васильки            | деревня                 | ↗17       | посёлок Никологоры        |
| 32  | Васькино            | деревня                 | →0        | Октябрьское               |
| 33  | Войново             | деревня                 | ↘20       | город Вязники             |
| 34  | Воробьёвка          | деревня                 | ↘305      | Паустовское               |
| 35  | Воронино            | деревня                 | ↘206      | посёлок Никологоры        |
| 36  | Высоково            | деревня                 | →3        | Сарыевское                |
| 37  | Вязники             | город                   | ↗36 203   | город Вязники             |
| 38  | Вязовка             | деревня                 | ↘54       | посёлок Мстёра            |
| 39  | Галкино             | деревня                 | ↘204      | посёлок Никологоры        |
| 40  | Глинищи             | деревня                 | ↘29       | Паустовское               |
| 41  | Глубоково           | деревня                 | ↘5        | посёлок Мстёра            |
| 42  | Головино            | деревня                 | ↘4        | город Вязники             |
| 43  | Горемыкино          | деревня                 | ↗4        | город Вязники             |
| 44  | Грачёвка            | деревня                 | →0        | Стёпанцевское             |
| 45  | Гридинская          | деревня                 | ↘3        | посёлок Никологоры        |
| 46  | Гуляиха             | деревня                 | →0        | посёлок Никологоры        |
| 47  | Данилково           | деревня                 | ↘51       | город Вязники             |
| 48  | Дороново            | деревня                 | →0        | посёлок Мстёра            |
| 49  | Дружная             | деревня                 | ↘20       | Стёпанцевское             |
| 50  | Дудкино             | деревня                 | ↗20       | Октябрьское               |
| 51  | Дьяконово           | деревня                 | ↘7        | Стёпанцевское             |
| 52  | Ёжово               | деревня                 | →0        | Стёпанцевское             |
| 53  | Ерофеево            | деревня                 | ↘190      | посёлок Никологоры        |
| 54  | Жарцы               | деревня                 | ↗22       | Октябрьское               |
| 55  | Жары                | деревня                 | ↘8        | посёлок Мстёра            |
| 56  | Ждановка            | деревня                 | →0        | Паустовское               |
| 57  | Желнино             | деревня                 | ↘21       | посёлок Никологоры        |
| 58  | Желобиха            | деревня                 | →0        | посёлок Мстёра            |
| 59  | Жолобово            | деревня                 | →0        | Паустовское               |
| 60  | Заборочье           | деревня                 | ↗46       | город Вязники             |
| 61  | Завражье            | деревня                 | ↗18       | город Вязники             |
| 62  | Заречный            | посёлок                 | ↘272      | посёлок Мстёра            |
| 63  | Захаровка           | деревня                 | ↗15       | Паустовское               |
| 64  | Зелёные Пруды       | деревня                 | ↘4        | Стёпанцевское             |
| 65  | Злобаево            | деревня                 | ↗59       | Паустовское               |
| 66  | Зобищи              | деревня                 | ↘22       | Октябрьское               |
| 67  | Золотая Грива       | деревня                 | ↗5        | город Вязники             |
| 68  | Ивановка            | деревня                 | ↗10       | город Вязники             |
| 69  | Иваньково           | деревня                 | ↘3        | посёлок Никологоры        |
| 70  | Игуменцево          | деревня                 | ↘10       | Октябрьское               |
| 71  | Илевники            | деревня                 | ↘17       | город Вязники             |
| 72  | Ильина Гора         | деревня                 | ↘27       | город Вязники             |
| 73  | Исаево              | деревня                 | ↘3        | Паустовское               |
| 74  | Исаковка            | деревня                 | ↘4        | посёлок Мстёра            |
| 75  | Каликино            | деревня                 | ↘4        | Октябрьское               |
| 76  | Калиты              | деревня                 | ↘0        | посёлок Мстёра            |
| 77  | Каменево            | деревня                 | ↘6        | Паустовское               |
| 78  | Кика                | деревня                 | ↗37       | Октябрьское               |
| 79  | Китово              | деревня                 | ↘8        | Стёпанцевское             |
| 80  | Климовская          | деревня                 | ↘61       | Паустовское               |
| 81  | Ключево             | деревня                 | ↘2        | Паустовское               |
| 82  | Козловка            | деревня                 | ↗69       | посёлок Мстёра            |
| 83  | Козлово             | деревня                 | ↘145      | город Вязники             |
| 84  | Комлево             | деревня                 | ↗4        | город Вязники             |
| 85  | Копцево             | деревня                 | ↘34       | посёлок Никологоры        |
| 86  | Коровино            | деревня                 | →0        | Паустовское               |
| 87  | Коровинцево         | деревня                 | ↘35       | Стёпанцевское             |
| 88  | Коршуниха           | деревня                 | ↗10       | Октябрьское               |
| 89  | Костенево           | деревня                 | ↗9        | посёлок Мстёра            |
| 90  | Коурково            | деревня                 | ↘119      | город Вязники             |
| 91  | Коширино            | деревня                 | ↗1        | город Вязники             |
| 92  | Кошкино             | деревня                 | →0        | посёлок Никологоры        |
| 93  | Крутовка            | деревня                 | ↘10       | посёлок Мстёра            |
| 94  | Крутые              | деревня                 | ↗20       | Паустовское               |
| 95  | Крутые Горки        | деревня                 | →0        | Октябрьское               |
| 96  | Кудрявцево          | деревня                 | ↘34       | город Вязники             |
| 97  | Кузьмино            | деревня                 | ↗7        | город Вязники             |
| 98  | Курбатиха           | деревня                 | ↘17       | Паустовское               |
| 99  | Лапино              | деревня                 | ↘49       | город Вязники             |
| 100 | Лепешкино           | деревня                 | →0        | Сарыевское                |
| 101 | Липки               | участок                 | ↗108      | город Вязники             |
| 102 | Липовская Усадьба   | деревня                 | ↘4        | город Вязники             |
| 103 | Лихая Пожня         | деревня                 | ↘53       | город Вязники             |
| 104 | Лог                 | деревня                 | ↘21       | город Вязники             |
| 105 | Лужки               | деревня                 | →0        | город Вязники             |
| 106 | Лукново             | посёлок                 | ↘2189     | Октябрьское               |
| 107 | Маловская           | деревня                 | ↘171      | посёлок Никологоры        |
| 108 | Малое Высоково      | деревня                 | ↘3        | Октябрьское               |
| 109 | Малые Липки         | деревня                 | ↘119      | город Вязники             |
| 110 | Малые Удолы         | деревня                 | ↘69       | город Вязники             |
| 111 | Малый Холм          | деревня                 | ↘7        | Октябрьское               |
| 112 | Марьино             | деревня                 | ↘12       | город Вязники             |
| 113 | Матюкино            | деревня                 | ↗7        | посёлок Никологоры        |
| 114 | Медведево           | деревня                 | ↘81       | Паустовское               |
| 115 | Меркутино           | деревня                 | ↘5        | Октябрьское               |
| 116 | Микляево            | деревня                 | ↘1        | Паустовское               |
| 117 | Митинская           | деревня                 | ↗15       | Паустовское               |
| 118 | Митины Деревеньки   | деревня                 | ↘39       | город Вязники             |
| 119 | Михалишки           | деревня                 | →0        | посёлок Никологоры        |
| 120 | Мишурово            | деревня                 | ↗1        | город Вязники             |
| 121 | Мокрово             | деревня                 | →0        | Сарыевское                |
| 122 | Мстёра              | пгт                     | ↗4517     | посёлок Мстёра            |
| 123 | Мстёра              | железнодорожная станция | ↘1018     | посёлок Мстёра            |
| 124 | Нагуево             | деревня                 | ↘0        | Октябрьское               |
| 125 | Налескино           | деревня                 | ↘28       | посёлок Мстёра            |
| 126 | Наместово           | деревня                 | ↗19       | Октябрьское               |
| 127 | Невежино            | деревня                 | ↗9        | Стёпанцевское             |
| 128 | Никологоры          | пгт                     | ↗4950     | посёлок Никологоры        |
| 129 | Новая Рамень        | деревня                 | ↗4        | Паустовское               |
| 130 | Ново                | деревня                 | ↘3        | город Вязники             |
| 131 | Новосёлка           | деревня                 | ↘95       | посёлок Мстёра            |
| 132 | Обеднино            | деревня                 | ↘5        | Паустовское               |
| 133 | Озерки              | деревня                 | →0        | Сарыевское                |
| 134 | Окатово             | деревня                 | ↘2        | посёлок Никологоры        |
| 135 | Октябрьская         | деревня                 | ↘744      | Паустовское               |
| 136 | Октябрьский         | посёлок                 | ↘1885     | Октябрьское               |
| 137 | Олтушево            | деревня                 | ↘43       | город Вязники             |
| 138 | Осинки              | деревня                 | ↘236      | Сарыевское                |
| 139 | Охлопково           | деревня                 | ↘18       | Сарыевское                |
| 140 | Палкино             | деревня                 | ↘127      | город Вязники             |
| 141 | Палково             | деревня                 | ↘30       | Паустовское               |
| 142 | Паустово            | деревня                 | ↘849      | Паустовское               |
| 143 | Первомайский        | посёлок                 | ↘314      | город Вязники             |
| 144 | Перово              | деревня                 | ↘153      | город Вязники             |
| 145 | Першино             | деревня                 | →0        | Октябрьское               |
| 146 | Пески               | деревня                 | ↘339      | город Вязники             |
| 147 | Пивоварово          | деревня                 | ↘113      | Октябрьское               |
| 148 | Пировы-Городищи     | деревня                 | ↘785      | город Вязники             |
| 149 | Плосково            | деревня                 | ↘1        | посёлок Мстёра            |
| 150 | Поздняково          | деревня                 | ↘119      | Октябрьское               |
| 151 | Пономарёво          | деревня                 | ↗16       | Октябрьское               |
| 152 | Порзамка            | деревня                 | ↗1        | город Вязники             |
| 153 | Приозёрный          | посёлок                 | ↘615      | посёлок Никологоры        |
| 154 | Пролетарский        | посёлок                 | ↘9        | Октябрьское               |
| 155 | Проскуряково        | деревня                 | →0        | посёлок Никологоры        |
| 156 | Раменье             | деревня                 | ↘100      | посёлок Мстёра            |
| 157 | Растово             | деревня                 | →1        | Паустовское               |
| 158 | Реутово             | деревня                 | →0        | город Вязники             |
| 159 | Роговская           | деревня                 | ↘63       | Паустовское               |
| 160 | Ромашёво            | деревня                 | ↗5        | Паустовское               |
| 161 | Руделёво            | деревня                 | ↘17       | город Вязники             |
| 162 | Рудильницы          | деревня                 | ↘32       | город Вязники             |
| 163 | Рытово              | деревня                 | ↘25       | Паустовское               |
| 164 | Рябиха              | деревня                 | ↘3        | Стёпанцевское             |
| 165 | Санхар              | посёлок                 | ↘27       | город Вязники             |
| 166 | Сарыево             | посёлок станции         | ↘601      | Сарыевское                |
| 167 | Сарыево             | село                    | ↘368      | Сарыевское                |
| 168 | Седельниково        | деревня                 | ↗15       | Октябрьское               |
| 169 | Секерино            | деревня                 | →0        | город Вязники             |
| 170 | Селище              | деревня                 | ↘111      | город Вязники             |
| 171 | Сельцовы Деревеньки | деревня                 | ↘31       | город Вязники             |
| 172 | Селянкино           | деревня                 | ↘10       | Сарыевское                |
| 173 | Сенино              | деревня                 | ↘0        | Стёпанцевское             |
| 174 | Сеньково            | посёлок                 | ↘76       | Октябрьское               |
| 175 | Сергеево            | деревня                 | ↗542      | Паустовское               |
| 176 | Сергиевы-Горки      | село                    | ↘372      | Паустовское               |
| 177 | Серково             | деревня                 | ↘762      | Октябрьское               |
| 178 | Серково             | деревня                 | ↘14       | Стёпанцевское             |
| 179 | Сизово              | деревня                 | ↗4        | Октябрьское               |
| 180 | Симонцево           | деревня                 | ↘95       | Сарыевское                |
| 181 | Сингерь             | деревня                 | ↘34       | посёлок Мстёра            |
| 182 | Синяткино           | деревня                 | ↘41       | посёлок Никологоры        |
| 183 | Сколепово           | деревня                 | ↘5        | посёлок Мстёра            |
| 184 | Слободка            | деревня                 | ↗84       | посёлок Мстёра            |
| 185 | Сменки              | деревня                 | →0        | город Вязники             |
| 186 | Сосенки             | деревня                 | ↗21       | Паустовское               |
| 187 | Сосновка            | деревня                 | →3        | Стёпанцевское             |
| 188 | Ставрово            | деревня                 | ↗23       | посёлок Мстёра            |
| 189 | Станки              | село                    | ↘435      | посёлок Мстёра            |
| 190 | Старыгино           | деревня                 | ↘36       | Октябрьское               |
| 191 | Стёпанцево          | посёлок                 | ↗2267     | Стёпанцевское             |
| 192 | Степково            | деревня                 | ↘13       | посёлок Никологоры        |
| 193 | Стряпково           | деревня                 | ↘2        | Паустовское               |
| 194 | Ступины Деревеньки  | деревня                 | ↘36       | город Вязники             |
| 195 | Суволока            | деревня                 | →2        | посёлок Никологоры        |
| 196 | Суйтино             | деревня                 | ↗16       | город Вязники             |
| 197 | Сысоево             | деревня                 | ↘81       | посёлок Никологоры        |
| 198 | Табачиха            | деревня                 | ↘8        | Стёпанцевское             |
| 199 | Тимино              | деревня                 | →0        | посёлок Мстёра            |
| 200 | Тихово              | деревня                 | →0        | Стёпанцевское             |
| 201 | Тополёвка           | деревня                 | ↘2        | город Вязники             |
| 202 | Торчиха             | деревня                 | →3        | Стёпанцевское             |
| 203 | Троицкое-Татарово   | село                    | ↘31       | посёлок Мстёра            |
| 204 | Трухачиха           | деревня                 | ↗3        | Паустовское               |
| 205 | Усады               | деревня                 | ↘153      | Стёпанцевское             |
| 206 | Успенский Погост    | деревня                 | ↘69       | Паустовское               |
| 207 | Федорково           | деревня                 | ↘0        | город Вязники             |
| 208 | Федосеиха           | деревня                 | ↗14       | посёлок Мстёра            |
| 209 | Федурники           | деревня                 | ↘17       | город Вязники             |
| 210 | Филипповка          | деревня                 | →0        | Стёпанцевское             |
| 211 | Фомина Рамень       | деревня                 | ↘6        | Стёпанцевское             |
| 212 | Харино              | деревня                 | ↗23       | посёлок Никологоры        |
| 213 | Хмельники           | деревня                 | →0        | посёлок Мстёра            |
| 214 | Хотиловка           | деревня                 | →0        | город Вязники             |
| 215 | Худяково            | деревня                 | ↘0        | Стёпанцевское             |
| 216 | Центральный         | посёлок                 | ↘924      | Паустовское               |
| 217 | Чернево             | деревня                 | ↘10       | Стёпанцевское             |
| 218 | Черноморье          | деревня                 | ↘7        | посёлок Мстёра            |
| 219 | Чудиново            | деревня                 | ↘998      | город Вязники             |
| 220 | Шатнево             | деревня                 | ↘278      | посёлок Никологоры        |
| 221 | Шустово             | деревня                 | ↘209      | Сарыевское                |
| 222 | Щекино              | деревня                 | ↗9        | город Вязники             |
| 223 | Эдон                | деревня                 | ↘493      | Стёпанцевское             |
| 224 | Юрышки              | деревня                 | ↘10       | Сарыевское                |
| 225 | Якушиха             | деревня                 | →0        | город Вязники             |
| 226 | Ям                  | деревня                 | ↘15       | посёлок Никологоры        |
| 227 | Ямки                | деревня                 | ↘3        | Стёпанцевское             |
| 228 | Яндовы              | деревня                 | ↗7        | посёлок Мстёра            |
| 229 | Яр                  | посёлок                 | ↘0        | город Вязники             |
| 230 | Ясные Зори          | деревня                 | ↘1        | Стёпанцевское             |

### Упразднённые населённые пункты
- 2024 г. — деревня Пригорево включена в состав села Сергиевы-Горки.

## Персоналии
- Ганабин, Иван Васильевич (1922—1954) — русский советский поэт.
- Алексей Иванович Фатьянов (1919-1959) - советский русский поэт, автор многих популярных в 1940—1970-х годах песен